# Otakar Mareček
Otakar Mareček, né le 14 juin 1943 à Prague et mort le 25 janvier 2020, est un rameur tchèque ayant représenté la Tchécoslovaquie.

## Biographie
En 1972 à Munich, il est médaillé de bronze olympique en quatre barré. 

## Palmarès

### Jeux olympiques
- Jeux olympiques d'été de 1972 à Munich
  -  Médaille de bronze en quatre barré

### Championnats d'Europe
- Championnats d'Europe d'aviron 1963 à Copenhague
  -  Médaille de bronze en huit
- Championnats d'Europe d'aviron 1965 à Duisbourg
  -  Médaille de bronze en quatre barré
- Championnats d'Europe d'aviron 1973 à Moscou
  -  Médaille de bronze en quatre barré